# 乌拉尔钾肥
乌拉尔钾肥公司（俄語：Уралка́лий，IPA：[ʊrɐɫ'kalʲɪj]  ) 是俄罗斯钾肥生产商和出口商。它在莫斯科交易所交易，股票代码为URKA。 该公司的资产包括位于彼爾姆邊疆區别列兹尼基和索利卡姆斯克镇的5个矿山和7个矿石处理厂。乌拉尔钾肥拥有约1.2万名员工（在主要生产单位）。
公司主要产品为氯化钾、氯化钠和光卤石，通过其贸易公司Uralkali Trading向全世界60多个国家出售产品。2018年生产力为1150万吨氯化钾。
乌拉尔钾肥公司从上卡马盐矿（拥有世界第二大钾盐储量）提取钾盐和鎂盐，公司拥有的钾矿总储量为82亿吨。

## 历史
- 1934年，开始建厂。
- 1944年，开始生产光卤石。
- 1954年，建成年产量26.6万吨的矿山。
- 1964年，乌拉尔钾肥生产协会建立。
- 1968年，第二座矿山开工。
- 1970年，第二座矿山建成。
- 1974年，第三座矿山建成。
- 1987年，第四座矿山建成。
- 1993年，乌拉尔钾肥生产协会开始私有化，并改制为乌拉尔钾肥OJSC。
- 2001年，波罗的海散货码头建设完工。
- 2006年，第一座矿山关闭。
- 2007年，乌拉尔钾肥将其全球存托凭证置于伦敦证券交易所。
- 2015年，乌拉尔钾肥从伦敦证券交易所退市。

### 近期消息
2012年11月9日，主权财富基金中国投资有限责任公司旗下的成栋投资股份有限公司从股东手中购买债券（2014年到期），这些债券可兑换成乌拉尔钾肥的股份。 2013年9月，中国投资有限责任公司因此获得了乌拉尔钾肥12.5%的股份，据传价值约20亿美元。 
2021年，乌拉尔钾肥成为一級方程式賽車哈斯車隊赞助商，同时德米特里·马泽平之子尼基塔·马泽平成为车队主力车手。2022年，由於俄羅斯入侵烏克蘭，車隊決定終止與該公司的合同和冠名贊助商。

## 碳足迹
| 2017 年 12 月 | 2018 年 12 月 | 2019 年 12 月 | 2020 年 12 月 |
| ------------- | ------------- | ------------- | ------------- |
| 1,784         | 1,789         | 1,710         | 1,704         |